# Peratallada
Peratallada és una vila del municipi baixempordanès de Vulpellac, Fonteta i Peratallada. Fins al 1977 fou un municipi independent que s'uní amb Vulpellac i Fonteta per formar Forallac.
Declarat conjunt historicoartístic, conté moltes mostres d'arquitectura medieval. La vila conserva el seu antic aspecte feudal, amb carrers estrets i tortuosos, on destaca el castell fortificat amb la seva torre de l'Homenatge i el palau, les muralles i l'església de Sant Esteve. Destaca també el gran fossat que envolta la població, excavat a la roca viva.

## Nucli històric

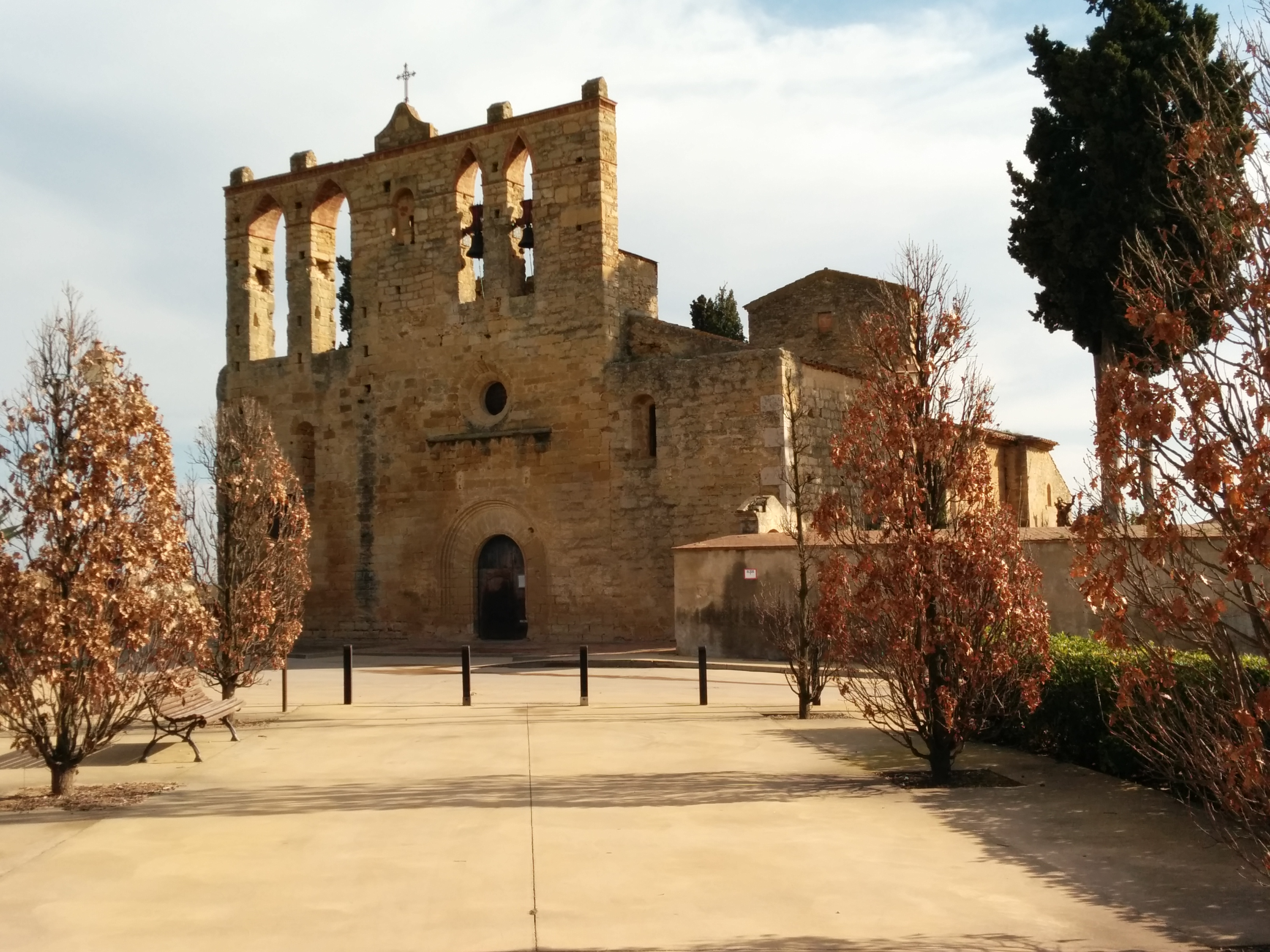
Església de Sant Esteve

Al mig del poble emmurallat s'alcen el castell, format pel nucli fortificat sobre un enorme basament tallat a pic, i el palau. L'església parroquial es troba extramurs, en lloc despoblat. La muralla que envolta el barri del castell forma un recinte clos. Al nord i a l'est, dues contramuralles protegien aquests sectors del poble. Aquestes muralles són dels segles XII-XIII, amb la part superior refeta entre el segle xvi i el XVIII. Del recinte principal, en resten alguns llenços, els valls i tres torres de planta quadrada (de les quals una és la Torre de les Hores) i restes d'una altra així com de l'entrada del carrer Major. De les contramuralles resten llenços de murs, valls i restes d'algunes torres, una de planta circular, i el portal dit de la Verge a la banda nord. Uns 200 m al nord del portal, extramurs, es troba l'església parroquial de Sant Esteve, obra de finals del romànic.

## Història
El topònim Peratallada és documentat des del segle X (Petra scisse, Petra taiata) i respon, sens dubte, als valls de la fortificació que envolta el poble, de pedra tallada, excavats en la roca natural sorrenca. El primer cop, però, que és documentat el castell correspon a l'any 1065, com un dels límits del castell de Pals. L'origen de Peratallada és incert. Existeixen un seguit de cavitats i de solcs practicats a la roca viva, en diversos indrets del recinte, que poden respondre a un poblament molt reculat, potser romà o preromà. Com a mínim Peratallada ja existia en època alt-medieval, les restes d'opus spicatum ho confirmen. El llinatge de Peratallada fou el més important del Baix Empordà fins que a mitjan segle xiii, en morir Ponç de Peratallada sense successió, la seva germana Guillema es casà amb Gilabert de Cruïlles, quedant d'aleshores ençà unides les dues cases.
Berenguer de Cruïlles (1310 - 1362), bisbe de Girona i primer president de la Generalitat de Catalunya, era natural d'aquesta població.

## Llocs d'interès
- Castell de Peratallada
- Sant Climent de Peratallada, església barroca
- Sant Esteve de Peratallada, església romànica
- Torre de les hores de Peratallada